# 玛布尔·弗格森
玛布尔·弗格森（英語：Mable Fergerson，1955年1月18日—），美国女子田径运动员，主攻短跑。她曾代表美国参加1972年夏季奥林匹克运动会田径比赛，获得女子4×400米接力银牌。